# Ligue des champions de l'UEFA 2025-2026
Navigation
Édition 2024-2025 Édition 2026-2027
La Ligue des champions 2025-2026 est la 71e édition de la coupe d'Europe des clubs champions. 82 à 84 clubs européens devraient y participer. Cette compétition organisée par l'UEFA oppose les meilleurs clubs européens qui se sont illustrés dans leurs championnats respectifs la saison précédente.
Le vainqueur de la Ligue des champions se qualifiera pour la Supercoupe de l'UEFA 2026 ainsi que pour la Ligue des champions de l'UEFA 2026-2027, la Coupe intercontinentale de la FIFA 2026 et la Coupe du monde des clubs de la FIFA 2029.

## Désignation de la ville hôte de la finale
En juillet 2023, l'UEFA annonce que les villes de Budapest et Milan ont exprimé leur intérêt pour l'organisation des finales 2026 et 2027 de la Ligue des champions, respectivement à la Puskás Aréna et à San Siro. Le comité exécutif de l'UEFA annonce le 22 mai 2024 que la Puskás Aréna est retenue pour accueillir la finale 2026.

## Format
Le format de la compétition est le même que la saison précédente :
- une phase de qualification composée de quatre tours de qualification, dont le dernier est dit de barrage. Les clubs sont séparés en deux séries de qualifications, l'une pour les champions nationaux (dite Voie des champions) et l'autre pour les non-champions (dite Voie de la Ligue) à partir du deuxième tour de qualification ;
- une phase de ligue de 36 équipes, dans laquelle chaque club joue contre huit adversaires différents (quatre matches à domicile et quatre matches à l'extérieur). Les équipes sont réparties dans quatre chapeaux de 9 équipes selon leur indice UEFA. Chaque équipe affronte (sur un seul match) deux équipes de son propre chapeau, et deux équipes de chacun des autres chapeaux. Les huit premiers se qualifient pour la phase à élimination directe, les clubs classés de la 9e à la 24e place jouent des barrages de qualification pour les huitièmes de finale et les équipes classées après la 24e place sont éliminées ;
- une phase finale décomposée en barrages, huitièmes de finale, quarts de finale, et demi-finales en aller-retour et d'une finale sur terrain neutre[3].

Nombre d'équipes par tour
- Voies de qualification

| Tour           | Équipes qualifiées | Équipes entrantes | Équipes participantes | Équipes gagnantes |
| -------------- | ------------------ | ----------------- | --------------------- | ----------------- |
| Premier tour   | -                  | 28                | 28                    | 14                |
| Deuxième tour  | 14                 | 10                | 24                    | 12                |
| Troisième tour | 12                 | -                 | 12                    | 6                 |
| Barrages       | 6                  | 4                 | 10                    | 5                 |

| Tour           | Équipes qualifiées | Équipes entrantes | Équipes participantes | Équipes gagnantes |
| -------------- | ------------------ | ----------------- | --------------------- | ----------------- |
| Premier tour   | -                  | -                 | -                     | -                 |
| Deuxième tour  | -                  | 6                 | 6                     | 3                 |
| Troisième tour | 3                  | 5                 | 8                     | 4                 |
| Barrages       | 4                  | -                 | 4                     | 2                 |

- Global

| Tour                        | Équipes qualifiées  | Équipes entrantes   | Équipes participantes | Équipes gagnantes   |                     |
| Phase qualificative         | Phase qualificative | Phase qualificative | Phase qualificative   | Phase qualificative | Phase qualificative |
| --------------------------- | ------------------- | ------------------- | --------------------- | ------------------- | ------------------- |
| Premier tour                | -                   | 28                  | 28                    | 14                  |                     |
| Deuxième tour               | 14                  | 16                  | 30                    | 15                  |                     |
| Troisième tour              | 15                  | 5                   | 20                    | 10                  |                     |
| Barrages                    | 10                  | 4                   | 14                    | 7                   |                     |
| Phase de ligue              |                     |                     |                       |                     |                     |
| Phase de ligue              | 7                   | 29                  | 36                    | 24                  |                     |
| Phase à élimination directe |                     |                     |                       |                     |                     |
| Barrages                    | 16                  | -                   | 16                    | 8                   |                     |
| Huitièmes de finale         | 8                   | 8                   | 16                    | 8                   |                     |
| Quarts de finale            | 8                   | -                   | 8                     | 4                   |                     |
| Demi-finales                | 4                   | -                   | 4                     | 2                   |                     |
| Finale                      | 2                   | -                   | 2                     | 1                   |                     |

## Participants
82 à 84 équipes provenant de 54 associations membres de l'UEFA participeront à la Ligue des champions 2025-2026.

### Nombre de places par association
D'après les coefficients UEFA des pays 2023-2024, une liste définit d’abord le nombre de clubs qu’une association a droit d’envoyer :
- Le vainqueur de la Ligue des champions de l'UEFA 2024-2025 est qualifié d'office ;
- Le vainqueur de la Ligue Europa 2024-2025 est qualifié d'office ;
- Les associations aux places 1 à 5 envoient les quatre meilleurs clubs de leur championnat ;
- L'association à la place 6 envoie les trois meilleurs clubs de son championnat ;
- Les associations aux places 7 à 15 envoient les deux meilleurs clubs de leur championnat ;
- Les associations aux places 16 à 55, envoient le meilleur club de leur championnat (excepté le Liechtenstein, classé 40e, qui n'a pas de championnat) ;
- Les deux associations ayant obtenu le meilleur coefficient UEFA sur la saison précédente obtiennent une place supplémentaire.

Dans un second temps, le rang en championnat détermine le tour d’arrivée.
D'autre part :
- Si le tenant du titre de la Ligue des champions de l'UEFA 2024-2025 est déjà qualifié pour la phase de ligue via son championnat (hors place liée à la performance européenne), le champion de la phase de qualification ayant eu le meilleur coefficient UEFA se qualifie directement pour la phase de ligue.
- Si le tenant du titre de la Ligue Europa 2024-2025 est déjà qualifié pour la phase de ligue via son championnat, le club de la phase de qualification ayant eu le meilleur coefficient UEFA se qualifie directement pour la phase de ligue (si et seulement si il s'agit du club le mieux classé de son championnat participant à la phase de qualification, sinon la place est attribuée au club ayant eu le deuxième meilleur coefficient)[4].

Les clubs russes sont exclus des compétitions interclubs de l'UEFA depuis la saison 2022-2023 en raison de l'invasion de l'Ukraine par la Russie en 2022.

### Liste des clubs
|     | Angleterre                | Italie                    | Espagne                     | Allemagne                    |
| --- | ------------------------- | ------------------------- | --------------------------- | ---------------------------- |
| 1er | Liverpool FC (125,500)    | SSC Naples (61,000)       | FC Barcelone (103,250)      | Bayern Munich (135,250)      |
| 2e  | Arsenal FC (98,000)       | Inter Milan (116,250)     | Real Madrid (143,500)       | Bayer Leverkusen (95,250)    |
| 3e  | Manchester City (137,750) | Atalanta Bergame (82,000) | Atlético de Madrid (93,500) | Eintracht Francfort (74,000) |
| 4e  | Chelsea FC (109,000)      | Juventus FC (74,250)      | Athletic Club (26,750)      | Borussia Dortmund (106,750)  |
| 5e  | Newcastle United (23,039) | -                         | Villarreal CF (82,000)      | -                            |

|     | France                          | Pays-Bas                |
| --- | ------------------------------- | ----------------------- |
| 1er | Paris Saint-Germain (118,500)   | PSV Eindhoven (69,250)  |
| 2e  | Olympique de Marseille (48,000) | Ajax Amsterdam (67,250) |
| 3e  | AS Monaco (41,000)              | -                       |

|     | Portugal             | Belgique          | Turquie                 |
| --- | -------------------- | ----------------- | ----------------------- |
| 1er | Sporting CP (59,000) | Union SG (36,000) | Galatasaray SK (38,250) |

|     | Tchéquie               | Grèce               | Vainqueur de la Ligue Europa 2024-2025 |
| --- | ---------------------- | ------------------- | -------------------------------------- |
| 1er | Slavia Prague (51,000) | Olympiakós (56,500) | Tottenham Hotspur (70,250)             |

| Barrages | Barrages |
| --- | --- |
| - Écosse : Celtic FC (38,000) - Suisse : FC Bâle (33,000) | - Autriche : Sturm Graz (23,000) - Norvège : FK Bodø/Glimt (49,000) |
| Troisième tour de qualification | |
| Aucune entrée | |
| Deuxième tour de qualification | |
| - Danemark : FC Copenhague (44,875) - Israël : Maccabi Tel Aviv (37,500) - Ukraine : Dynamo Kiev (23,500) - Serbie : Étoile rouge de Belgrade (44,000) - Croatie : HNK Rijeka (12,000) | - Pologne : Lech Poznań (19,000) - Chypre : Paphos FC (11,125) - Hongrie : Ferencváros TC (39,000) - Azerbaïdjan : Qarabağ FK (32,000) - Slovaquie : Slovan Bratislava (33,500) |
| Premier tour de qualification | |
| - Suède : Malmö FF (14,500) - Roumanie : FCSB (22,500) - Bulgarie : Ludogorets Razgrad (24,000) - Slovénie : Olimpija Ljubljana (17,375) - Moldavie : FC Milsami (5.500) - Kosovo : KF Drita (9,000) - Kazakhstan : Kaïrat Almaty (5,500) - Finlande : KuPS (10,000) - Irlande : Shelbourne FC (2,993) - Arménie : FC Noah (5,000) - Lettonie : FK RFS (11,000) - Îles Féroé : Vikingur Gøta (4,000) - Bosnie-Herzégovine : HŠK Zrinjski Mostar (10,000) - Islande : Breiðablik (9,000) | - Irlande du Nord : Linfield FC (8,500) - Luxembourg : FC Differdange 03 (5,000) - Lituanie : Žalgiris Vilnius (12,000) - Malte : Hamrun Spartans (6,000) - Géorgie : FC Iberia 1999 (4,500) - Albanie : KF Egnatia Rrogozhinë (2,500) - Estonie : Levadia Tallinn (6,500) - Biélorussie : Dinamo Minsk (6,000) - Macédoine du Nord : FK Shkëndija (7,500) - Andorre : Inter Club d'Escaldes (7,500) - Pays de Galles : The New Saints (9,000) - Monténégro : Budućnost Podgorica (8,000) - Gibraltar : Lincoln Red Imps (10,000) - Saint-Marin : AC Virtus (1,500) |

| Barrages |
| --- |
| Aucune entrée |
| Troisième tour de qualification |
| - Quatrième du championnat - France : OGC Nice (20,000) - Troisième du championnat - Pays-Bas : Feyenoord Rotterdam (71,000) - Deuxièmes du championnat - Portugal : SL Benfica (87,750) - Belgique : Club Bruges (71,750) - Turquie : Fenerbahçe SK (47,250) |
| Deuxième tour de qualification |
| - Deuxièmes du championnat - Tchéquie : Viktoria Plzeň (39,250) - Écosse : Rangers FC (71,250) - Suisse : Servette FC (11,500) - Autriche : RB Salzbourg (48,000) - Norvège : SK Brann (7,937) - Grèce : Panathinaïkós (16,000)                               |

## Calendrier
| Nom                                                                             | Tirage au sort    | Date aller | Date retour |
| ------------------------------------------------------------------------------- | ----------------- | --- | --- |
| Phase qualificative (2025)                                                      |                   | | |
| Premier tour de qualification                                                   | 17 juin à Nyon    | 8 et 9 juillet | 15 et 16 juillet |
| Deuxième tour de qualification                                                  | 18 juin à Nyon    | 22 et 23 juillet | 29 et 30 juillet |
| Troisième tour de qualification                                                 | 21 juillet à Nyon | 5 et 6 août | 12 août |
| Barrages                                                                        | 4 août à Nyon     | 19 et 20 août | 26 et 27 août |
| Phase de ligue (2025 - 2026)                                                    |                   | | |
| Journée 1 Journée 2 Journée 3 Journée 4 Journée 5 Journée 6 Journée 7 Journée 8 | 28 août à Monaco  | 16,17 et 18 septembre 30 septembre et 1er octobre 21 et 22 octobre 4 et 5 novembre 25 et 26 novembre 9 et 10 décembre 20 et 21 janvier 28 janvier | 16,17 et 18 septembre 30 septembre et 1er octobre 21 et 22 octobre 4 et 5 novembre 25 et 26 novembre 9 et 10 décembre 20 et 21 janvier 28 janvier |
| Phase à élimination directe (2026)                                              |                   | | |
| Barrages                                                                        | 30 janvier        | 17 et 18 février | 24 et 25 février |
| Huitièmes de finale                                                             | 27 février        | 10 et 11 mars | 17 et 18 mars |
| Quarts de finale                                                                | 27 février        | 7 et 8 avril | 14 et 15 avril |
| Demi-finale                                                                     | 27 février        | 28 et 29 avril | 5 et 6 mai |
| Finale                                                                          | 27 février        | 30 mai 2026 à Budapest | 30 mai 2026 à Budapest |

## Phase qualificative

### Premier tour de qualification
Ce tour concerne les champions des associations classées entre la 25e et la 55e place au classement UEFA (hors Liechtenstein). Les vainqueurs de ce tour se qualifient pour le deuxième tour de qualification tandis que les perdants sont reversés au deuxième tour de qualification de la Ligue Conférence.
Le tirage au sort a lieu le 17 juin 2025. Les matchs aller ont lieu les 8 et 9 juillet, tandis que les matchs retour se jouent les 15 et 16 juillet,.
| Équipe                | Aller              | Total               | Retour             | Équipe                |
| Voie des Champions    | Voie des Champions | Voie des Champions  | Voie des Champions | Voie des Champions    |
| --------------------- | ------------------ | ------------------- | ------------------ | --------------------- |
| FK Žalgiris Vilnius   | 2 - 0              | 2 - 2 (10 - 11 tab) | 0 - 2 ap           | Hamrun Spartans       |
| KuPS                  | 1 - 0              | 1 - 0               | 0 - 0              | FC Milsami            |
| The New Saints        | 0 - 0              | 1 - 2               | 1 - 2 ap           | FK Shkëndija          |
| FC Iberia 1999        | 1 - 3              | 2 - 6               | 1 - 3              | Malmö FF              |
| Levadia Tallinn       | 0 - 1              | 0 - 2               | 0 - 1              | FK RFS                |
| KF Drita              | 1 - 0              | 4 - 2               | 3 - 2              | FC Differdange 03     |
| Víkingur Gøta         | 2 - 3              | 2 - 4               | 0 - 1              | Lincoln Red Imps      |
| KF Egnatia Rrogozhinë | 1 - 0              | 1 - 5               | 0 - 5              | Breiðablik            |
| Shelbourne FC         | 1 - 0              | 2 - 1               | 1 - 1              | Linfield FC           |
| FCSB                  | 3 - 1              | 4 - 3               | 1 - 2              | Inter Club d'Escaldes |
| AC Virtus             | 0 - 2              | 1 - 4               | 1 - 2              | HŠK Zrinjski Mostar   |
| Olimpija Ljubljana    | 1 - 1              | 1 - 3               | 0 - 2              | Kaïrat Almaty         |
| FC Noah               | 1 - 0              | 3 - 2               | 2 - 2              | Budućnost Podgorica   |
| Ludogorets Razgrad    | 1 - 0              | 3 - 2               | 2 - 2 ap           | Dinamo Minsk          |

### Deuxième tour de qualification
La phase qualificative se divise à ce moment-là en deux voies distinctes : la voie des Champions et la voie de la Ligue. Comme son nom l'indique, les participants à la première voie sont les champions des associations classées entre la 15e et la 24e place au classement UEFA auxquels s'ajoutent les quatorze équipes vainqueurs du premier tour de qualification. Quant à la voie de la Ligue, elle se compose des six vice-champions des associations classées entre la 10e et la 15e place au classement UEFA. Les deux voies forment un total de trente équipes. Les vainqueurs de ce tour se qualifient pour le troisième tour de qualification tandis que les perdants sont reversés au troisième tour de qualification de la Ligue Europa.
Le tirage au sort a lieu le 18 juin 2025 au lendemain de celui du premier tour.
| Équipe             | Aller              | Total              | Retour             | Équipe                   |
| Voie des Champions | Voie des Champions | Voie des Champions | Voie des Champions | Voie des Champions       |
| ------------------ | ------------------ | ------------------ | ------------------ | ------------------------ |
| FK RFS             | 1 - 4              | 1 - 5              | 0 - 1              | Malmö FF                 |
| Hamrun Spartans    | 0 - 3              | 0 - 6              | 0 - 3              | Dynamo Kiev              |
| Paphos FC          | 1 - 1              | 2 - 1              | 1 - 0              | Maccabi Tel Aviv         |
| Lincoln Red Imps   | 0 - 1              | 1 - 6              | 1 - 5              | Étoile rouge de Belgrade |
| FC Noah            | 1 - 2              | 4 - 6              | 3 - 4              | Ferencváros TC           |
| Lech Poznań        | 7 - 1              | 8 - 1              | 1 - 0              | Breiðablik               |
| FC Copenhague      | 2 - 0              | 3 - 0              | 1 - 0              | KF Drita                 |
| HNK Rijeka         | 0 - 0              | 1 - 3              | 1 - 3 ap           | Ludogorets Razgrad       |
| FK Shkëndija       | 1 - 0              | 3 - 1              | 2 - 1              | FCSB                     |
| Slovan Bratislava  | 4 - 0              | 6 - 2              | 2 - 2              | HŠK Zrinjski Mostar      |
| Shelbourne FC      | 0 - 3              | 0 - 4              | 0 - 1              | Qarabağ FK               |
| KuPS               | 2 - 0              | 2 - 3              | 0 - 3              | Kaïrat Almaty            |

| Équipe           | Aller            | Total            | Retour           | Équipe           |
| Voie de la Ligue | Voie de la Ligue | Voie de la Ligue | Voie de la Ligue | Voie de la Ligue |
| ---------------- | ---------------- | ---------------- | ---------------- | ---------------- |
| SK Brann         | 1 - 4            | 2 - 5            | 1 - 1            | RB Salzbourg     |
| Viktoria Plzeň   | 0 - 1            | 3 - 2            | 3 - 1            | Servette FC      |
| Rangers FC       | 2 - 0            | 3 - 1            | 1 - 1            | Panathinaïkós    |

### Troisième tour de qualification
Ce tour ne voit aucune entrée en lice pour la voie des Champions, tandis que la voie de la Ligue voit l'entrée des vice-champions des associations classées entre la 7e et la 9e place au classement UEFA ainsi que du troisième de l'associations classée à la 6e place et du quatrième de l'association classée à la 5e place, auxquels s'ajoutent les trois vainqueurs de la voie de la Ligue du deuxième tour, pour un total respectif de douze et huit équipes. Les vainqueurs de ce tour se qualifient pour les barrages. Dans le même temps, les perdants de la voie des Champions sont reversés en barrages de la Ligue Europa tandis que les perdants de la voie de la Ligue sont directement reversés dans la phase de ligue de cette même compétition.
| Équipe             | Aller              | Total              | Retour             | Équipe                   |
| Voie des Champions | Voie des Champions | Voie des Champions | Voie des Champions | Voie des Champions       |
| ------------------ | ------------------ | ------------------ | ------------------ | ------------------------ |
| Malmö FF           | 0 - 0              | 0 - 5              | 0 - 5              | FC Copenhague            |
| Kaïrat Almaty      | 1 - 0              | 1 - 1 (4 - 3 tab)  | 0 - 1 ap           | Slovan Bratislava        |
| Lech Poznań        | 1 - 3              | 2 - 4              | 1 - 1              | Étoile rouge de Belgrade |
| Ludogorets Razgrad | 0 - 0              | 0 - 3              | 0 - 3              | Ferencváros TC           |
| Dynamo Kiev        | 0 - 1              | 0 - 3              | 0 - 2              | Paphos FC                |
| FK Shkëndija       | 0 - 1              | 1 - 6              | 1 - 5              | Qarabağ FK               |

| Équipe              | Aller            | Total            | Retour           | Équipe           |
| Voie de la Ligue    | Voie de la Ligue | Voie de la Ligue | Voie de la Ligue | Voie de la Ligue |
| ------------------- | ---------------- | ---------------- | ---------------- | ---------------- |
| RB Salzbourg        | 0 - 1            | 2 - 4            | 2 - 3            | Club Bruges      |
| Rangers FC          | 3 - 0            | 4 - 2            | 1 - 2            | Viktoria Plzeň   |
| OGC Nice            | 0 - 2            | 0 - 4            | 0 - 2            | SL Benfica       |
| Feyenoord Rotterdam | 2 - 1            | 4 - 6            | 2 - 5            | Fenerbahçe SK    |

### Barrages
Ce tour voit l'entrée en lice, pour la voie des Champions, des champions des associations classées de la 11e à la 14e place au classement UEFA, auxquels s'ajoutent les six vainqueurs de la voie des Champions du troisième tour. La voie de la Ligue ne voit quant à elle aucune entrée et oppose les quatre vainqueurs de la voie de la Ligue du tour précédent, pour un total respectif de dix et quatre équipes. Les sept vainqueurs de ce tour se qualifient pour la phase de ligue de la Ligue des champions tandis que les perdants sont reversés en phase de ligue de la Ligue Europa.
| Équipe                   | Aller              | Total              | Retour             | Équipe             |
| Voie des Champions       | Voie des Champions | Voie des Champions | Voie des Champions | Voie des Champions |
| ------------------------ | ------------------ | ------------------ | ------------------ | ------------------ |
| Ferencváros TC           | 1 - 3              | -                  | -                  | Qarabağ FK         |
| Étoile rouge de Belgrade | 1 - 2              | -                  | -                  | Paphos FC          |
| FK Bodø/Glimt            | 5 - 0              | -                  | -                  | Sturm Graz         |
| Celtic FC                | 0 - 0              | -                  | -                  | Kaïrat Almaty      |
| FC Bâle                  | 1 - 1              | -                  | -                  | FC Copenhague      |

| Équipe           | Aller            | Total            | Retour           | Équipe           |
| Voie de la Ligue | Voie de la Ligue | Voie de la Ligue | Voie de la Ligue | Voie de la Ligue |
| ---------------- | ---------------- | ---------------- | ---------------- | ---------------- |
| Fenerbahçe SK    | 0 - 0            | -                | -                | SL Benfica       |
| Rangers FC       | 1 - 3            | -                | -                | Club Bruges      |

## Phase de ligue

### Format et tirage au sort
Le tirage au sort a lieu le 28 août 2025 au Forum Grimaldi  de Monaco. Les trente-six équipes participantes sont réparties dans quatre chapeaux de neuf équipes sur la base de leur coefficient UEFA en 2025. Seul le tenant du titre est directement versé dans le chapeau 1. Chaque équipe affronte sur un seul match deux équipes de chaque chapeau (ne peut affronter une équipe du même championnat), soit au total huit adversaires différents (quatre matches à domicile et quatre matches à l'extérieur).

#### Chapeaux du tirage au sort
| Chapeau 1                  | Chapeau 1 | Chapeau 2           | Chapeau 2 | Chapeau 3              | Chapeau 3 | Chapeau 4         | Chapeau 4 |
| -------------------------- | --------- | ------------------- | --------- | ---------------------- | --------- | ----------------- | --------- |
| Paris Saint-Germain T Ch S | 118,500   | Arsenal FC          | 98,000    | PSV Eindhoven Ch       | 69,250    | Galatasaray SK Ch | 38,250    |
| Real Madrid                | 143,500   | Bayer Leverkusen    | 95,250    | Ajax Amsterdam         | 67,250    | Union SG Ch       | 36,000    |
| Manchester City            | 137,750   | Atlético de Madrid  | 93,500    | SSC Naples Ch          | 61,000    | Athletic Club     | 26,750    |
| Bayern Munich Ch           | 135,250   | Atalanta Bergame    | 82,000    | Sporting CP Ch         | 59,000    | Newcastle United  | 23,039    |
| Liverpool FC Ch            | 125,500   | Villarreal CF       | 82,000    | Olympiakós Ch          | 56,500    | …                 | …         |
| Inter Milan                | 116,250   | Juventus FC         | 74,250    | Slavia Prague Ch       | 51,000    | …                 | …         |
| Chelsea FC C4              | 109,000   | Eintracht Francfort | 74,000    | Olympique de Marseille | 48,000    | …                 | …         |
| Borussia Dortmund          | 106,750   | …                   | …         | …                      | …         | …                 | …         |
| FC Barcelone Ch            | 103,250   | …                   | …         | …                      | …         | …                 | …         |

T : Tenant du titre
C3 : vainqueur de la Ligue Europa 2024-2025
C4 : vainqueur de la Ligue Conférence 2024-2025
S : vainqueur de la Supercoupe de l'UEFA 2025
Ch : champion national
- Futur qualifié pour les huitièmes de finale
- Futur qualifié pour les barrages de la phase à élimination directe

#### Critères de départage
Selon l'article 18.01 du règlement de la compétition, en cas d’égalité de points de plusieurs équipes à l'issue des matches de la phase de ligue ; les critères suivants sont appliqués dans l'ordre indiqué pour établir leur classement :
1. Meilleure différence de buts dans tous les matches de la phase de ligue ;
2. Plus grand nombre de buts marqués dans tous les matches de la phase de ligue ;
3. Plus grand nombre de buts marqués à l’extérieur dans tous les matches de la phase de ligue ;
4. Plus grand nombre de victoires dans tous les matches de la phase de ligue ;
5. Plus grand nombre de victoires à l'extérieur dans tous les matches de la phase de ligue ;
6. Plus grand nombre de points obtenus collectivement par tous les adversaires rencontrés dans la phase de ligue ;
7. Meilleure différence de buts collective de tous les adversaires rencontrés dans la phase de ligue ;
8. Plus grand nombre de buts marqués collectivement par tous les adversaires rencontrés dans la phase de ligue ;
9. Total le plus faible de points disciplinaires sur la base uniquement des cartons jaunes et des cartons rouges reçus par les joueurs ou membres du club durant tous les matches de la phase de ligue (carton rouge = 3 points, carton jaune = 1 point, expulsion pour deux cartons jaunes au cours d'un match = 3 points) ;
10. Meilleur coefficient de club.

### Classement
| Rang | Équipe                  | Pts | J | G | N | P | Bp | Bc | Diff |
| ---- | ----------------------- | --- | - | - | - | - | -- | -- | ---- |
| 1    | Liverpool FC            | 0   | 0 | 0 | 0 | 0 | 0  | 0  | 0    |
| 2    | Arsenal FC              | 0   | 0 | 0 | 0 | 0 | 0  | 0  | 0    |
| 3    | Manchester City         | 0   | 0 | 0 | 0 | 0 | 0  | 0  | 0    |
| 4    | Chelsea FC C4           | 0   | 0 | 0 | 0 | 0 | 0  | 0  | 0    |
| 5    | Newcastle United        | 0   | 0 | 0 | 0 | 0 | 0  | 0  | 0    |
| 6    | Tottenham Hotspur C3    | 0   | 0 | 0 | 0 | 0 | 0  | 0  | 0    |
| 7    | SSC Naples              | 0   | 0 | 0 | 0 | 0 | 0  | 0  | 0    |
| 8    | Inter Milan             | 0   | 0 | 0 | 0 | 0 | 0  | 0  | 0    |
| 9    | Atalanta Bergame        | 0   | 0 | 0 | 0 | 0 | 0  | 0  | 0    |
| 10   | Juventus FC             | 0   | 0 | 0 | 0 | 0 | 0  | 0  | 0    |
| 11   | FC Barcelone            | 0   | 0 | 0 | 0 | 0 | 0  | 0  | 0    |
| 12   | Real Madrid             | 0   | 0 | 0 | 0 | 0 | 0  | 0  | 0    |
| 13   | Atlético de Madrid      | 0   | 0 | 0 | 0 | 0 | 0  | 0  | 0    |
| 14   | Athletic Club           | 0   | 0 | 0 | 0 | 0 | 0  | 0  | 0    |
| 15   | Villarreal CF           | 0   | 0 | 0 | 0 | 0 | 0  | 0  | 0    |
| 16   | Bayern Munich           | 0   | 0 | 0 | 0 | 0 | 0  | 0  | 0    |
| 17   | Bayer Leverkusen        | 0   | 0 | 0 | 0 | 0 | 0  | 0  | 0    |
| 18   | Eintracht Francfort     | 0   | 0 | 0 | 0 | 0 | 0  | 0  | 0    |
| 19   | Borussia Dortmund       | 0   | 0 | 0 | 0 | 0 | 0  | 0  | 0    |
| 20   | Paris Saint-Germain T S | 0   | 0 | 0 | 0 | 0 | 0  | 0  | 0    |
| 21   | Olympique de Marseille  | 0   | 0 | 0 | 0 | 0 | 0  | 0  | 0    |
| 22   | AS Monaco               | 0   | 0 | 0 | 0 | 0 | 0  | 0  | 0    |
| 23   | PSV Eindhoven           | 0   | 0 | 0 | 0 | 0 | 0  | 0  | 0    |
| 24   | Ajax Amsterdam          | 0   | 0 | 0 | 0 | 0 | 0  | 0  | 0    |
| 25   | Sporting CP             | 0   | 0 | 0 | 0 | 0 | 0  | 0  | 0    |
| 26   | Union SG                | 0   | 0 | 0 | 0 | 0 | 0  | 0  | 0    |
| 27   | Galatasaray SK          | 0   | 0 | 0 | 0 | 0 | 0  | 0  | 0    |
| 28   | Slavia Prague           | 0   | 0 | 0 | 0 | 0 | 0  | 0  | 0    |
| 29   | Olympiakós              | 0   | 0 | 0 | 0 | 0 | 0  | 0  | 0    |
| 30   |                         | 0   | 0 | 0 | 0 | 0 | 0  | 0  | 0    |
| 31   |                         | 0   | 0 | 0 | 0 | 0 | 0  | 0  | 0    |
| 32   |                         | 0   | 0 | 0 | 0 | 0 | 0  | 0  | 0    |
| 33   |                         | 0   | 0 | 0 | 0 | 0 | 0  | 0  | 0    |
| 34   |                         | 0   | 0 | 0 | 0 | 0 | 0  | 0  | 0    |
| 35   |                         | 0   | 0 | 0 | 0 | 0 | 0  | 0  | 0    |
| 36   |                         | 0   | 0 | 0 | 0 | 0 | 0  | 0  | 0    |

- Qualification pour les huitièmes de finale
- Qualification pour les barrages de la phase à élimination directe
- Qualification pour les barrages de la phase à élimination directe en tant que non tête de série

Abréviations
- T : Tenant du titre
- C3 : Vainqueur de la Ligue Europa
- C4 : Vainqueur de la Ligue Conférence
- S : Vainqueur de la Supercoupe de l'UEFA

## Phase à élimination directe

### Barrages de la phase à élimination directe
Les clubs classés de la 9e à la 24e place de la phase de ligue jouent des barrages pour se qualifier pour les huitièmes de finale.
Le 9e ou 10e affronte le 23e ou 24e, le 11e ou 12e affronte le 21e ou 22e, le 13e ou 14e affronte le 19e ou 20e et le 15e ou 16e affronte le 17e ou 18e.
| Paires 1      | Paires 1      | Paires 1          | Paires 1          | Paires 2      | Paires 2      | Paires 2          | Paires 2          |
| Tête de série | Tête de série | Non tête de série | Non tête de série | Tête de série | Tête de série | Non tête de série | Non tête de série |
| ------------- | ------------- | ----------------- | ----------------- | ------------- | ------------- | ----------------- | ----------------- |
| 9e            |               | 23e               |                   | 11e           |               | 21e               |                   |
| 10e           |               | 24e               |                   | 12e           |               | 22e               |                   |
| Paires 3      | Paires 3      | Paires 3          | Paires 3          | Paires 4      | Paires 4      | Paires 4          | Paires 4          |
| Tête de série | Tête de série | Non tête de série | Non tête de série | Tête de série | Tête de série | Non tête de série | Non tête de série |
| 13e           |               | 19e               |                   | 15e           |               | 17e               |                   |
| 14e           |               | 20e               |                   | 16e           |               | 18e               |                   |

| Équipe | Aller | Total | Retour | Équipe |
| ------ | ----- | ----- | ------ | ------ |
|        | -     | -     | -      |        |
|        | -     | -     | -      |        |
|        | -     | -     | -      |        |
|        | -     | -     | -      |        |
|        | -     | -     | -      |        |
|        | -     | -     | -      |        |
|        | -     | -     | -      |        |
|        | -     | -     | -      |        |

### Huitièmes de finale
Les huit premiers de la phase de ligue sont directement qualifiés pour ce tour. Ils sont rejoints par les huit vainqueurs des barrages.
| #   | Tête de série |
| --- | ------------- |
| 1er |               |
| 2e  |               |
| 3e  |               |
| 4e  |               |
| 5e  |               |
| 6e  |               |
| 7e  |               |
| 8e  |               |

| Non tête de série |
| ----------------- |
|                   |
|                   |
|                   |
|                   |
|                   |
|                   |
|                   |
|                   |

| Équipe | Aller | Total | Retour | Équipe |
| ------ | ----- | ----- | ------ | ------ |
|        | -     | -     | -      |        |
|        | -     | -     | -      |        |
|        | -     | -     | -      |        |
|        | -     | -     | -      |        |
|        | -     | -     | -      |        |
|        | -     | -     | -      |        |
|        | -     | -     | -      |        |
|        | -     | -     | -      |        |

### Quarts de finale
Les quarts de finale se jouent les 7 et 8 avril pour les matchs aller, et les 14 et 15 avril pour les matchs retour.
| Équipe | Aller | Total | Retour | Équipe |
| ------ | ----- | ----- | ------ | ------ |
|        | -     | -     | -      |        |
|        | -     | -     | -      |        |
|        | -     | -     | -      |        |
|        | -     | -     | -      |        |

### Demi-finales
Les demi-finales se jouent les 28 et 29 avril pour les matchs aller, et les 5 et 6 mai pour les matchs retour.
| Équipe | Aller | Total | Retour | Équipe |
| ------ | ----- | ----- | ------ | ------ |
|        | -     | -     | -      |        |
|        | -     | -     | -      |        |

### Finale
La finale se déroule le 30 mai 2026 au Stade Ferenc-Puskás à Budapest en Hongrie.
| Équipe | Score | Équipe |
| ------ | ----- | ------ |
|        | -     |        |

### Tableau final
|  | Huitièmes de finale | Huitièmes de finale | Huitièmes de finale | Huitièmes de finale |   |   | Quarts de finale | Quarts de finale | Quarts de finale | Quarts de finale |  |  | Demi-finales | Demi-finales | Demi-finales | Demi-finales |  |  | Finale                               | Finale | Finale | Finale |
|  |                     |                     |                     |                     |   |   |                  |                  |                  |                  |  |  |              |              |              |              |  |  |                                      |        |        |        |
|  |                     |                     |                     |                     |   |   |                  |                  |                  |                  |  |  |              |              |              |              |  |  | 30 mai 2026 - Puskás Aréna, Budapest |        |        |        |
|  |                     |                     | -                   | -                   |   |   |                  |                  |                  |                  |  |  |              |              |              |              |  |  |                                      |        |        |        |
|  |                     |                     | -                   | -                   |   |   |                  |                  |                  |                  |  |  |              |              |              |              |  |  |                                      |        |        |        |
|  |                     |                     | -                   | -                   |   |   |                  |                  |                  |                  |  |  |              |              |              |              |  |  |                                      |        |        |        |
|  |                     |                     | -                   | -                   | - | - |                  |                  |                  |                  |  |  |              |              |              |              |  |  |                                      |        |        |        |
|  |                     |                     |                     |                     | - | - |                  |                  |                  |                  |  |  |              |              |              |              |  |  |                                      |        |        |        |
|  |                     |                     |                     |                     | - | - |                  |                  |                  |                  |  |  |              |              |              |              |  |  |                                      |        |        |        |
|  |                     |                     | -                   | -                   | - | - |                  |                  |                  |                  |  |  |              |              |              |              |  |  |                                      |        |        |        |
|  |                     |                     |                     |                     |   |   |                  |                  |                  |                  |  |  |              |              |              |              |  |  |                                      |        |        |        |
|  |                     |                     | -                   | -                   |   |   |                  |                  |                  |                  |  |  |              |              |              |              |  |  |                                      |        |        |        |
|  |                     |                     | -                   | -                   | - | - |                  |                  |                  |                  |  |  |              |              |              |              |  |  |                                      |        |        |        |
|  |                     |                     |                     |                     | - | - |                  |                  |                  |                  |  |  |              |              |              |              |  |  |                                      |        |        |        |
|  |                     |                     |                     |                     | - | - |                  |                  |                  |                  |  |  |              |              |              |              |  |  |                                      |        |        |        |
|  |                     |                     | -                   | -                   | - | - |                  |                  |                  |                  |  |  |              |              |              |              |  |  |                                      |        |        |        |
|  |                     |                     |                     |                     |   |   |                  |                  |                  |                  |  |  |              |              |              |              |  |  |                                      |        |        |        |
|  |                     |                     | -                   | -                   |   |   |                  |                  |                  |                  |  |  |              |              |              |              |  |  |                                      |        |        |        |
|  |                     |                     | -                   | -                   | - | - |                  |                  |                  |                  |  |  |              |              |              |              |  |  |                                      |        |        |        |
|  |                     |                     |                     |                     | - | - |                  |                  |                  |                  |  |  |              |              |              |              |  |  |                                      |        |        |        |
|  |                     |                     |                     |                     | - | - |                  |                  |                  |                  |  |  |              |              |              |              |  |  |                                      |        |        |        |
|  |                     |                     | -                   | -                   | - | - |                  |                  |                  |                  |  |  |              |              |              |              |  |  |                                      |        |        |        |
|  |                     |                     |                     |                     |   |   |                  |                  |                  |                  |  |  |              |              |              |              |  |  |                                      |        |        |        |
|  |                     |                     | -                   | -                   |   |   |                  |                  |                  |                  |  |  |              |              |              |              |  |  |                                      |        |        |        |
|  |                     |                     | -                   | -                   | - |   |                  |                  |                  |                  |  |  |              |              |              |              |  |  |                                      |        |        |        |
|  |                     |                     |                     |                     |   |   |                  |                  |                  |                  |  |  |              |              |              |              |  |  |                                      |        |        |        |
|  |                     |                     |                     |                     | - |   |                  |                  |                  |                  |  |  |              |              |              |              |  |  |                                      |        |        |        |
|  |                     |                     | -                   | -                   |   |   |                  |                  |                  |                  |  |  |              |              |              |              |  |  |                                      |        |        |        |
|  |                     |                     |                     |                     |   |   |                  |                  |                  |                  |  |  |              |              |              |              |  |  |                                      |        |        |        |
|  |                     |                     | -                   | -                   |   |   |                  |                  |                  |                  |  |  |              |              |              |              |  |  |                                      |        |        |        |
|  |                     |                     | -                   | -                   | - | - |                  |                  |                  |                  |  |  |              |              |              |              |  |  |                                      |        |        |        |
|  |                     |                     |                     |                     | - | - |                  |                  |                  |                  |  |  |              |              |              |              |  |  |                                      |        |        |        |
|  |                     |                     |                     |                     | - | - |                  |                  |                  |                  |  |  |              |              |              |              |  |  |                                      |        |        |        |
|  |                     |                     | -                   | -                   | - | - |                  |                  |                  |                  |  |  |              |              |              |              |  |  |                                      |        |        |        |
|  |                     |                     |                     |                     |   |   |                  |                  |                  |                  |  |  |              |              |              |              |  |  |                                      |        |        |        |
|  |                     |                     | -                   | -                   |   |   |                  |                  |                  |                  |  |  |              |              |              |              |  |  |                                      |        |        |        |
|  |                     |                     | -                   | -                   | - | - |                  |                  |                  |                  |  |  |              |              |              |              |  |  |                                      |        |        |        |
|  |                     |                     |                     |                     | - | - |                  |                  |                  |                  |  |  |              |              |              |              |  |  |                                      |        |        |        |
|  |                     |                     |                     |                     | - | - |                  |                  |                  |                  |  |  |              |              |              |              |  |  |                                      |        |        |        |
|  |                     |                     | -                   | -                   | - | - |                  |                  |                  |                  |  |  |              |              |              |              |  |  |                                      |        |        |        |
|  |                     |                     |                     |                     |   |   |                  |                  |                  |                  |  |  |              |              |              |              |  |  |                                      |        |        |        |
|  |                     |                     | -                   | -                   |   |   |                  |                  |                  |                  |  |  |              |              |              |              |  |  |                                      |        |        |        |
|  |                     |                     | -                   | -                   | - | - |                  |                  |                  |                  |  |  |              |              |              |              |  |  |                                      |        |        |        |
|  |                     |                     |                     |                     | - | - |                  |                  |                  |                  |  |  |              |              |              |              |  |  |                                      |        |        |        |
|  |                     |                     |                     |                     | - | - |                  |                  |                  |                  |  |  |              |              |              |              |  |  |                                      |        |        |        |
|  |                     |                     | -                   | -                   | - | - |                  |                  |                  |                  |  |  |              |              |              |              |  |  |                                      |        |        |        |
|  |                     |                     |                     |                     |   |   |                  |                  |                  |                  |  |  |              |              |              |              |  |  |                                      |        |        |        |
|  |                     |                     | -                   | -                   |   |   |                  |                  |                  |                  |  |  |              |              |              |              |  |  |                                      |        |        |        |
|  |                     |                     |                     |                     |   |   |                  |                  |                  |                  |  |  |              |              |              |              |  |  |                                      |        |        |        |
|  |                     |                     |                     |                     |   |   |                  |                  |                  |                  |  |  |              |              |              |              |  |  |                                      |        |        |        |

## Nombre d'équipes par association et par tour
L'ordre des fédérations est établi suivant le classement UEFA des pays en 2025.
| Association | Association | Barrages          | +   | Phase de ligue                                                 | Barrages à élimination directe | Huitièmes de finale | Quarts de finale | Demi-finales | Finale |
| ----------- | ----------- | ----------------- | --- | -------------------------------------------------------------- | ------------------------------ | ------------------- | ---------------- | ------------ | ------ |
| Angleterre  |             |                   | +6  | 6 Arsenal, Chelsea, Liverpool, Man. City, Newcastle, Tottenham |                                |                     |                  |              |        |
| Italie      |             |                   | +4  | 4 Atalanta, Inter, Juventus, Naples                            |                                |                     |                  |              |        |
| Espagne     |             |                   | +5  | 5 Athletic, Atlético, Barcelone, Real, Villarreal              |                                |                     |                  |              |        |
| Allemagne   |             |                   | +4  | 4 Bayern, Dortmund, Francfort, Leverkusen                      |                                |                     |                  |              |        |
| France      |             |                   | +3  | 3 Marseille, Monaco, Paris                                     |                                |                     |                  |              |        |
| Pays-Bas    |             |                   | +2  | 2 Ajax, Eindhoven                                              |                                |                     |                  |              |        |
| Portugal    |             | 1 Benfica         | +1  | ≥1 Sporting                                                    |                                |                     |                  |              |        |
| Belgique    |             | 1 Club Bruges     | +1  | ≥1 Union SG                                                    |                                |                     |                  |              |        |
| Tchéquie    |             |                   | +1  | 1 Slavia                                                       |                                |                     |                  |              |        |
| Turquie     |             | 1 Fenerbahçe      | +1  | ≥1 Galatasaray                                                 |                                |                     |                  |              |        |
| Norvège     |             | 1 Bodø/Glimt      |     |                                                                |                                |                     |                  |              |        |
| Grèce       |             |                   | +1  | 1 Olympiakós                                                   |                                |                     |                  |              |        |
| Autriche    |             | 1 Graz            |     |                                                                |                                |                     |                  |              |        |
| Écosse      |             | 2 Celtic, Rangers |     |                                                                |                                |                     |                  |              |        |
| Danemark    |             | 1 Copenhague      |     |                                                                |                                |                     |                  |              |        |
| Suisse      |             | 1 Bâle            |     |                                                                |                                |                     |                  |              |        |
| Chypre      |             | 1 Paphos          |     |                                                                |                                |                     |                  |              |        |
| Serbie      |             | 1 Belgrade        |     |                                                                |                                |                     |                  |              |        |
| Hongrie     |             | 1 Ferencváros     |     |                                                                |                                |                     |                  |              |        |
| Azerbaïdjan |             | 1 Qarabağ         |     |                                                                |                                |                     |                  |              |        |
| Kazakhstan  |             | 1 Almaty          |     |                                                                |                                |                     |                  |              |        |
| Total       | Total       | 14                | +29 | 36                                                             | 16                             | 16                  | 8                | 4            | 2      |